# كوسكيتر

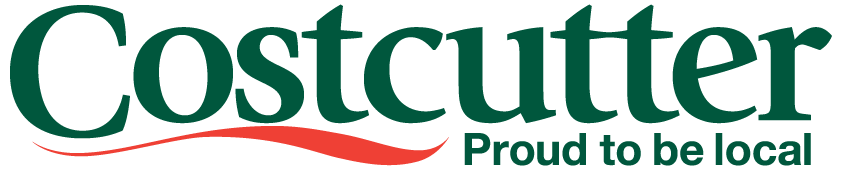
الشعار السابق المستخدم من عام 1980 إلى عام 2016

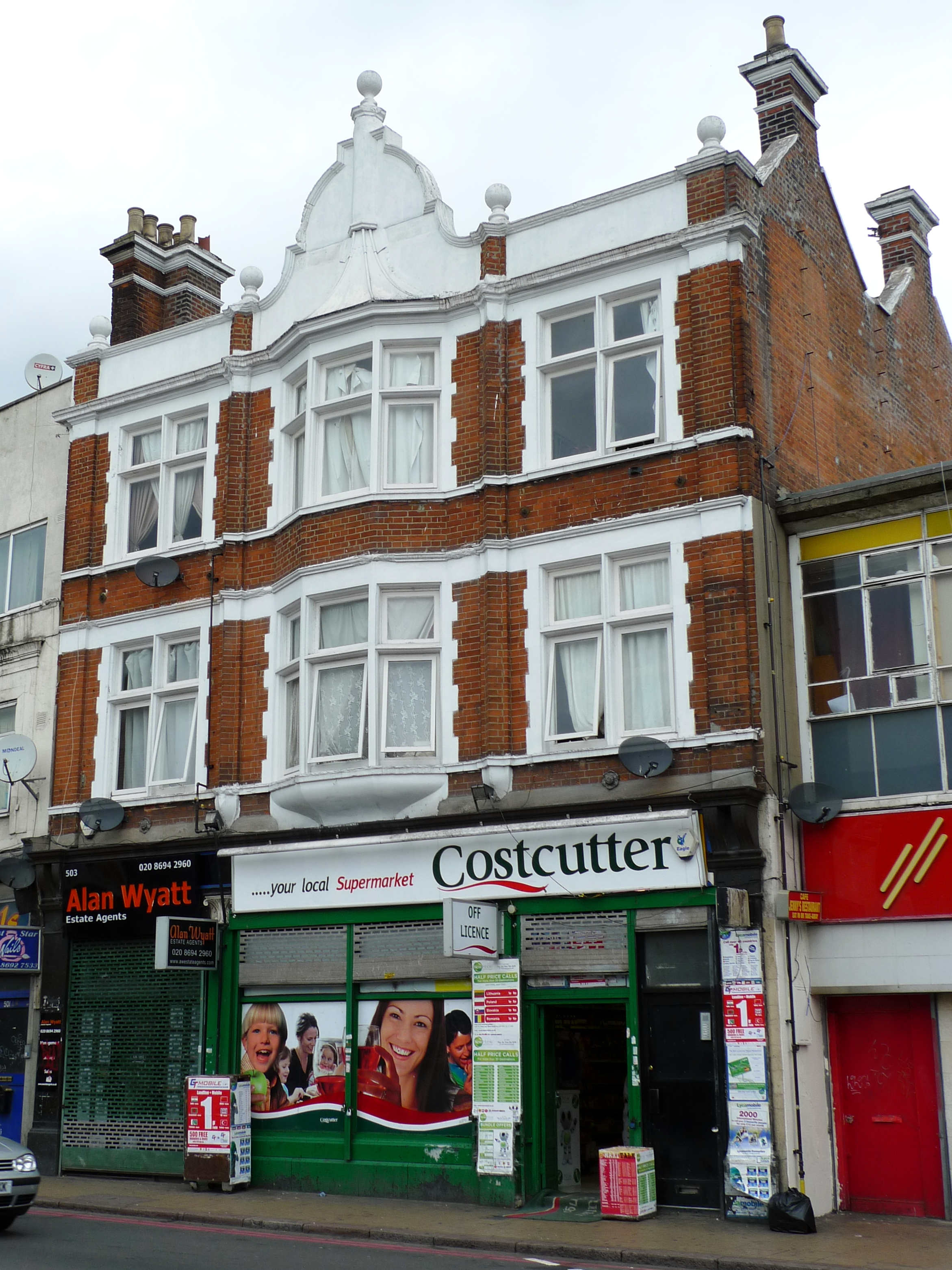
متجر كوسكيتر في دتفورد، لندن.

كوسكيتر شركة تجارية مقرها في المملكة المتحدة تعمل في المقام الأول باعتبارها رمز المجموعة المورد المختلف المملوكة بشكل مستقل للمتاجر والتراخيص الخارجية. ولديها عمليات في المملكة المتحدة، ايرلندا، بولندا، جيرزي، جزر القنال الإنجليزي, تشمل كلا من محلات السوبر ماركت و المتاجر. اعتبارا من كانون الأول / ديسمبر عام 2006، كوسكيتر أيرلندا مملوكة من قبل جيمس أ. باري أند كو

تأسست الشركة في عام 1986 من قبل كولن غراف. وفي تشرين الثاني / نوفمبر 2006، كان هناك 1,400 محل تجاري تابع لها. غالبية المحلات التجارية تقع في المملكة المتحدة، مع 65 محل تجاري في أيرلندا و 52 في بولندا.
العديد من المواقع في المملكة المتحدة التي كانت تابعة لشركة سبار تحولت إلى كوسكيتر بسبب الرسوم الأرخص. ومع ذلك سبار لا يزال منافسا رئيسيا، ولديها 2,535 محل تجاري في المملكة المتحدة، 422 محل تجاري في أيرلندا، 50 محل تجاري في بولندا و 13,686 موقع في 32 بلدا، بما في ذلك أماكن بعيدة مثل أستراليا، جنوب أفريقيا، المغرب، اليابان والصين.
كما تبث الشركة محطة إذاعية في محل يسمى كوسكيتر ضابط راديو.
في عام 2014، فتحت الشركة 18 محل تجاري في جيرسي، جزر القنال، هذه المحلات التي تم السيطرة عليها كانت مملوكة من قبل سبار.

## الملاحظات والمراجع
1. ↑  "What is Costcutter?". مؤرشف من الأصل في 2014-08-23. اطلع عليه بتاريخ 2012-11-17.
2. ↑  "Barry's profits flat", The Daily Mail, 2
9 December 2006 نسخة محفوظة 10 نوفمبر 2013 على موقع واي باك مشين.
3. ↑  "Nisa's chairman to step down", Yorkshire Post, 2 November 2006 نسخة محفوظة 10 نوفمبر 2013 على موقع واي باك مشين.
4. ↑  "Local retailers planning merger", BBC News, 10 May 2006 نسخة محفوظة 26 أكتوبر 2006 على موقع واي باك مشين.